# Oximtitration
Die Oximtitration ist ein Titrationsverfahren zur quantitativen Bestimmung von Aldehyden (R1 = Organylgruppe, z. B. Alkylgruppe, R2 = H) oder Ketonen (R1,R2= Organylgruppe, z. B. Alkylgruppe). Die Carbonylverbindung 1 reagiert  unter saurer Katalyse mit protonierten Hydroxylamin 2 zu einem Oxim 3.
Meist setzt man 2 dabei als  Hydroxylaminhydrochlorid ein.
Die dem Aldehyd/Keton äquivalente Stoffmenge an Oxonium-Ionen 4 kann durch Titration mit Natronlauge oder Kalilauge (c=0,5 mol/l) bestimmt werden. Zur Ermittlung des Endpunktes dieser Titration eignen sich vor allem Indikatoren wie Methylorange oder Bromphenolblau, deren Umschlagspunkt um pH 3,5 liegt, da ansonsten überschüssiges Hydroxylamin·Hydrochlorid miterfasst würde.